# حسین زامهران
حسین زامهران (زادهٔ ۱ فروردین ۱۳۷۱) بازیکن فوتبال اهل ایران است که در پست هافبک و به‌عنوان کاپیتان برای باشگاه نساجی مازندران در لیگ برتر بازی می‌کند.
از باشگاه‌هایی که در آن بازی کرده است می‌توان به سیاه‌جامگان، پیام مشهد، پدیده مشهد و بادران اشاره کرد.

## سوابق باشگاهی
زامهران فوتبال خود را از تیم فوتبال پدیده خراسان آغاز کرد ودر سال ۲۰۱۱ به تیم باشگاه فوتبال پیام مشهد شروع کرد و در تیم‌های باشگاهی باشگاه فوتبال سیاه جامگان، باشگاه فوتبال مس سرچشمه،  باشگاه فوتبال پدیده خراسان،  باشگاه فوتبال ماشین‌سازی سازی، باشگاه فوتبال بادران و باشگاه فوتبال نساجی مازندران بازی می‌کند و در این فصل در لیگ قهرمانان آسیا برای باشگاه فوتبال نساجی مازندران بازی می‌کند.

## افتخارات

### نساجی مازندران
- جام حذفی (۱): ۰۱–۱۴۰۰